# Саламандра (пристрій)

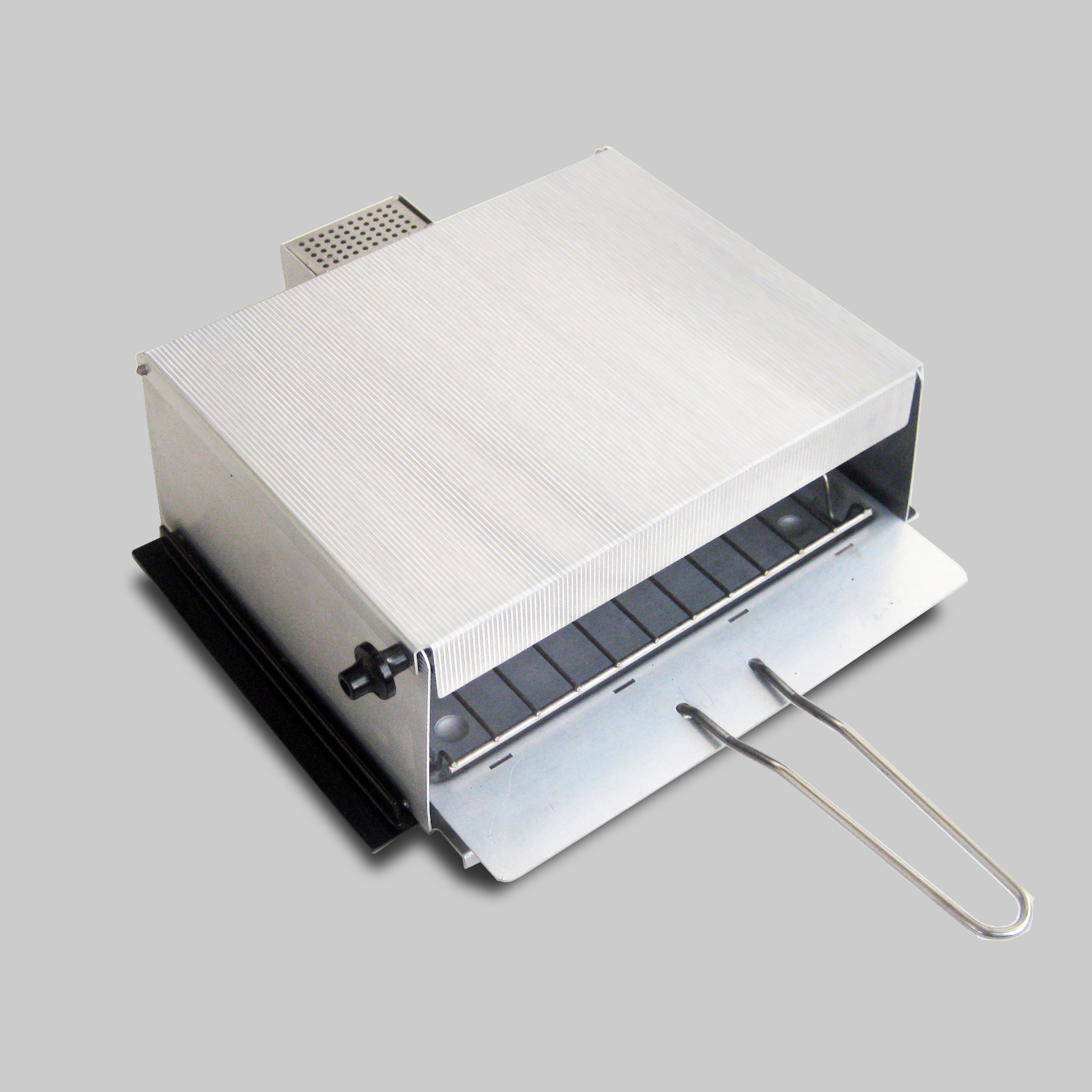
Електричний гриль-саламандра TG 12 німецького виробника Acosta

Салама́ндра ( фр. salamandre; англ. salamander) — кухонний прилад, нагрівальні елементи в якому розміщені зверху, а тепло поширюється зверху донизу. Використовують для підсмажування, розігріву, підрум'янювання різних страв, розплавлення сиру, створення скоринки на бутербродах і сендвічах, карамелізації десертів, гратування овочів, підтримання температури готових страв. 
На вигляд часто схожі на піч без дверцят. Завдяки такому розташуванню джерела тепла компактніші: зазвичай їх висота і глибина вдвічі менше, ніж у звичайної духовки. Для зручності їх часто кріплять до стіни на рівні очей, що полегшує доступ та контроль за процесом приготування. Деякі саламандри можуть бути оснащені чавунною «штампованою» пластиною, яку використовують для нанесення візерунків на поверхню м'яса. Ефект верхнього нагріву можна досягти шляхом використання гриля духовки, для чого її дверцята відчиняють.
Верхнє нагрівання має перевагу, що дозволяє здійснювати термообробку продуктів, що містять жири, такі як стейки, відбивні та інші шматки м'яса, без ризику займання, викликаного капанням розпеченого жиру на джерело тепла. Сучасні саламандри походять від кухарських пристроїв, які використовують для теплової обробки верхньої частини страв. Вони складалися з товстої залізної (чавунної) пластини, прикріпленої до кінця довгої ручки з двома ніжками або упорами, призначеними для встановлення конструкції над формою з їжею, яку потрібно підрум'янити. Назва таких пристроїв сягає образу саламандри із середньовічних легенд, оскільки ця амфібія, як вважали, стійка до вогню, а серед алхіміків була уособленням субстанції вогню.